# Kgalagadi grænseoverskridende park
Kgalagadi grænseoverskridende park er et stort vildtreservat og et fredet område i det sydlige Afrika.
Parken strækker sig over grænsen mellem Sydafrika og Botswana og omfatter to tilstødende nationalparker:
- Kalahari Gemsbok nationalpark i Sydafrika
- Gemsbok nationalpark i Botswana

Parken har et samlet areal på 38.000 km2. Cirka tre fjerdedele af parken ligger i Botswana og en fjerdedel i Sydafrika. Kgalagadi betyder "tørststed". I december 2015 hævdede medierapporter, at rettighederne til gasfracking i mere end halvdelen af Botswana-delen af parken var blevet solgt. Botswanas regering tilbageviste senere disse rapporter.

## Beliggenhed og terræn
Parken ligger hovedsageligt i den sydlige del af Kalahari-ørkenen. Terrænet består af røde klitter, sparsom vegetation, spredte træer og de tørre flodlejer i floderne Nossob og Auob. Det siges, at floderne kun løber omkring en gang pr. århundrede; Vand løber dog under jorden og giver liv til græs og Vachellia erioloba-træer (kameltorn), der vokser i flodsengene. Floderne kan løbe kortvarigt efter store tordenvejr.

## Dyreliv
Med over 470 dokumenterede arter har parken et rigt dyreliv, herunder løve, gepard, afrikansk leopard, plettet hyæne og brun hyæne. Blandt de mindre pattedyr findes afrikansk vildkat, øreræv og kapræv, sortrygget sjakal, karakal, gener og honninggrævling samt surikater og manguster. Der findes vandrende flokke af store hovdyr, såsom gnuer, gemsbok, springbok, steenbok, sydlig giraf (Giraffa giraffa), almindelig eland, storkudu, vortesvin, klippespringer og rød koantilope lever og bevæger sig også sæsonmæssigt i parken, hvilket giver fødemuligheder for rovdyrene. Mere end 200 fuglearter bor i parken, herunder strudse, trapper, andefugle, storke og spurvefugle foruden omkring 30 rovfugle. Der er over 30 krybdyr- og paddearter i parken, herunder giftige slanger såsom kapkobra, hornhugorm (Bitis caudalis), puffadder (Bitis arietans) og sort mamba; Kap terrapiner (skildpadde), leopardskildpadde og takket skildpadde (Psammobates oculifer), forskellige agama-, gekko- og Scincidaearter , samt padder som sandfrø og afrikansk oksefrø.
Siden 2005 er det beskyttede område blevet betragtet som et område for bevarelse af løver i det sydlige Afrika.
Vejret i Kalahari kan være ekstremt. Januar er midsommer i det sydlige Afrika, og dagtemperaturerne overstiger ofte 40°C. Vinternætterne kan være kolde med nattefrost. Der er registreret ekstreme temperaturer på ned til -11°C, og op til 45°C. Nedbør er sparsom i dette ørkenområde. 

## Faciliteter
Parken har tre traditionelle turistlodges kaldet "rest camps", som er fuldt servicerede hytter og inkluderer faciliteter som aircondition, butikker og swimmingpools. Der er også seks vildmarkslejre i parken. Vildmarkslejrene giver ikke meget mere end husly og vaskevand; besøgende skal selv medbringe deres mad, drikkevand og brænde.

## Besøgende
Fra 1. april 2017 til 31. marts 2018 havde parken 52.463 besøgende, mod 48.221 året før.

## Historie
Kalahari Gemsbok National Park i Sydafrika blev etableret den 31. juli 1931 hovedsageligt for at beskytte det migrerende vildt, især gemsbok, mod krybskytteri. I 1948 blev der lavet en uformel mundtlig aftale mellem det daværende Protektoratet Bechuanaland og Sydafrikas Union om at oprette et fredet område i grænseområderne mellem de to lande. I juni 1992 nedsattes en fælles forvaltningskomité til at forvalte området som en enkelt økologisk enhed. En forvaltningsplan blev udarbejdet, revideret og godkendt i 1997. Den 7. april 1999 underskrev Botswana og Sydafrika en historisk bilateral aftale, hvorved begge lande forpligtede sig til at forvalte deres tilstødende nationalparker, Gemsbok National Park i Botswana og Kalahari Gemsbok National Park i Sydafrika som en samlet økologisk enhed. Der var ingen fysiske barrierer mellem de to parker , selvom den også er grænse mellem de to lande. Dette gav mulighed for fri bevægelighed for dyrene. Den 12. maj 2000 præsenterede præsident Festus Mogae fra Botswana og præsident Thabo Mbeki fra Sydafrika det samlede projekt som det sydlige Afrikas første fredspark, Kgalagadi Transfrontier Park.

## Galleri
- Røde klitter i Kgalagadi-Kalahari
- Gemsbok eller oryx, som de oprindelige parker blev opkaldt efter, stående i et tørt flodleje
- Fuglekoloni
- Urikaruus Lejr
- En sydafrikansk gepard med et ådsel
- En hanløve ved et vandhul
- Surikater er der rigeligt af
- Flok springbukke